# Knut Holmann
Knut Holmann (Oslo, 31 luglio 1968) è un ex canoista norvegese.
Ha vinto molto alle olimpiadi, sia nel K1 500 m sia nel K1 1000 m, in tre edizioni: Barcellona 1992, Atlanta 1996 e Sydney 2000 (dopo le quali si è ritirato).

## Palmarès
- Olimpiadi

Barcellona 1992: argento nel K1 1000 m e bronzo nel K1 500 m.
Atlanta 1996: oro nel K1 1000 m e argento nel K1 500 m.
Sydney 2000: oro nel K1 500 m e nel K1 1000 m.
- Mondiali

1990: oro nel K1 1000 m.
1991: oro nel K1 1000 m e argento nel K1 500 m.
1993: oro nel K1 1000 m e argento nel K1 10000 m.
1994: bronzo nel K1 500 m e K1 1000 m.
1995: oro nel K1 1000 m e argento nel K1 500 m.
1997: bronzo nel K1 1000 m.
1998: argento nel K1 1000 m e bronzo nel K4 200 m.
1999: argento nel K1 1000 m.
- Campionati europei di canoa/kayak sprint

Plovdiv 1997: argento nel K1 1000m.